# Karlheinz Blaschke

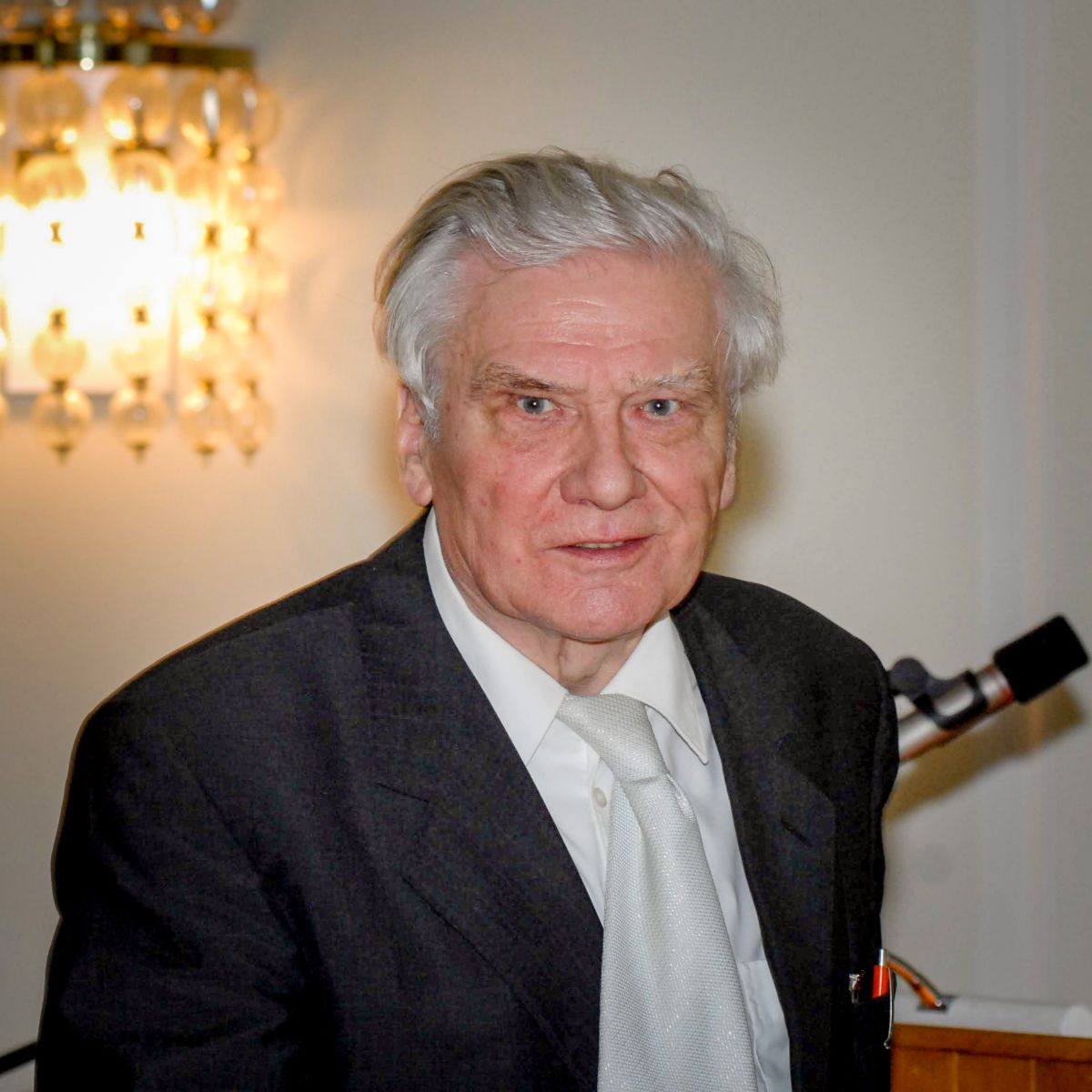
Karlheinz Blaschke auf dem Ehrenkolloquium zu seinem 80. Geburtstag im Oktober 2007

Karlheinz Blaschke (* 4. Oktober 1927 in Schönlinde, Tschechoslowakei; † 25. Dezember 2020 in Moritzburg, Ortsteil Friedewald) war ein deutscher Archivar und Historiker.
Nach der deutschen Wiedervereinigung hatte er maßgeblichen Anteil am Neuaufbau der sächsischen Landesgeschichte als historische Wissenschaftsdisziplin. Er war von 1992 bis zu seiner Emeritierung 1998 der erste Inhaber des Lehrstuhls für sächsische Landesgeschichte an der TU Dresden. Seine Forschungstätigkeit machte ihn zu einem Nestor der sächsischen Landesgeschichtsforschung nach dem Zweiten Weltkrieg.

## Leben
Der im nordböhmischen Schönlinde geborene Karlheinz Blaschke war der Sohn eines Maschinen- und Kfz-Schlossers. Im Alter von neun Jahren verlor er seinen Vater, der 1936 an Tuberkulose starb. In Schönlinde erlebte Blaschke im Oktober 1938 den Anschluss des Sudetenlandes an den NS-Staat. Noch im gleichen Jahr zog die Familie nach Leipzig, wo Blaschke fortan aufwuchs. Die Mutter fand in Leipzig eine Anstellung als Haushaltshilfe bei einem Chemielehrer, den sie drei Jahre später heiratete. Der Chemielehrer war selbst Witwer und brachte eine Tochter und einen Sohn in die Ehe mit ein. In Rumburg bei Schönlinde besuchte Karlheinz Blaschke die Grundschule und anschließend in Leipzig die erweiterte Nikolai-Oberschule. Im Jahr 1940 bezog die Familie im Leipziger Vorort Holzhausen ein eigenes Haus. Im Zweiten Weltkrieg war er 1943/44 Luftwaffenhelfer und wurde anschließend bei der Kriegsmarine eingesetzt. Im April 1945 marschierte Blaschke an die Oderfront. Bis Juni 1945 war er in britischer Kriegsgefangenschaft auf Fehmarn und im Emsland. Im Frühsommer 1945 kehrte er nach Leipzig zurück. Das Abitur legte er 1946 ab.
Blaschke studierte von 1946 bis 1950 an der Universität Leipzig Geschichte, Germanistik und Latinistik. Im Jahr 1948 legte er eine landwirtschaftliche Gehilfenprüfung ab. Im Dezember 1950 wurde er als Schüler von Rudolf Kötzschke mit einer Arbeit über die fünf neuen Leipziger Universitätsdörfer promoviert. Nach seiner Promotion nahm er eine Ausbildung am Potsdamer Institut für Archivwissenschaft bei Heinrich Otto Meisner auf. Als Gegner des politischen Systems in der DDR trat Blaschke 1956 aus der Ost-CDU aus, weil er das Bekenntnis zum historischen Materialismus ablehnte.
Während seiner wissenschaftlichen Tätigkeit im Landeshauptarchiv Dresden von 1951 bis 1968 entstand das 1957 veröffentlichte vierbändige Historische Ortsverzeichnis von Sachsen. Im Jahre 1962 habilitierte sich Blaschke mit einer Arbeit zur Bevölkerungsgeschichte von Sachsen bis zur Industriellen Revolution an der Universität Leipzig, wo er jedoch keine Lehrberechtigung erhielt. Er wird zu den wenigen Personen gezählt, die nach dem Mauerbau freiwillig in die DDR zurückgekehrt sind. Er war mit seiner Frau in das westliche Ausland gereist und mit ihr nach dem 13. August 1961 aufgrund seiner engen Verbundenheit mit der sächsischen Landesgeschichte zurückgekommen. Nach seiner Meinung konnte er diese nur weiter erforschen, wenn er im Lande auch lebte. Blaschkes Verbleib in der DDR wird auch damit begründet, dass er das Land nicht komplett den Funktionären überlassen wollte.
Blaschke galt als sogenannter „bürgerlicher Historiker am Rande der DDR“. Im Gegensatz zu seinen marxistischen Kollegen widmete er sich auch weiterhin der wissenschaftlichen Erforschung der sächsischen Landesgeschichte und verwahrte sich gegen deren politisch motivierten Ersatz in Form einer marxistischen Regionalgeschichte, so dass zentrale Bereiche der mittelalterlichen und frühneuzeitlichen Geschichte Sachsens weiter erforscht werden konnten. Seine Mitarbeit an einem Sammelband Übergang vom Feudalismus zum Kapitalismus beendete er, als von ihm gefordert wurde, er solle einen Aufsatz zur Bevölkerungsdichte Sachsens ideologisch anpassen. Mit seiner Einstellung galt der bekennende Christ als kritischer und unliebsamer Geist, dem sich kaum mehr Spielräume boten und keine Karrieremöglichkeiten in der staatlichen Hochschullandschaft eröffneten. Rolf Lieberwirth erinnerte sich 2007 an angeregte, kritische Diskussionen mit ihm, insbesondere an die damit einhergehende Befürchtung: „Hoffentlich kommt jetzt nicht einer von der Stasi und nimmt ihn mit!“ Im Jahr 1963 wurde Blaschke nach Auseinandersetzungen um die Veröffentlichung von wissenschaftlichen Arbeiten in der Bundesrepublik Deutschland vom Leiter der Staatlichen Archivverwaltung der DDR, dem früheren SED-Politbüro-Mitglied Karl Schirdewan, seines Postens als Abteilungsleiter im Sächsischen Landeshauptarchiv enthoben. Blaschke publizierte stattdessen regelmäßig in westdeutschen Zeitschriften, darunter mehrfach in den Blättern für deutsche Landesgeschichte.
Seine Frau Renate Blaschke (1931–2022), geborene Hellmessen, lernte er im Leipziger Universitätschor kennen. Seit 1954 war er mit ihr verheiratet. Als Professorin für medizinische Mikrobiologie war sie an der TU Dresden tätig. Aus der Ehe gingen 1962 und 1965 zwei Töchter hervor. Zwischen 1960 und 1968 konnte er fast 30 Aufsätze und ein Buch über die Siegel und Wappen in Sachsen verfassen. Aus politischen Gründen verließ er das Landeshauptarchiv und übernahm 1969 die einzige nichttheologische Dozentur am Theologischen Seminar Leipzig, einer staatlich nicht anerkannten Hochschule in der Trägerschaft der Evangelisch-Lutherischen Landeskirche Sachsens. An dem 1990 in Kirchliche Hochschule Leipzig umbenannten und nun auch staatlich anerkannten Institut wurde ihm, wie mehreren anderen Dozenten, am 2. Oktober 1990 der Professorentitel verliehen. Blaschke lehrte dort bis zur Auflösung der Hochschule 1992. Daneben war er seit 1990 als Honorarprofessor an der Philipps-Universität Marburg tätig. Blaschke wurde 1972 in das Domkapitel des Hochstifts Meißen berufen und von diesem zum Dechanten gewählt. Dieses Amt hatte er bis zum Herbst 2003 inne.
Er plädierte Mitte 1990 vor der Verabschiedung des Ländereinführungsgesetzes in der DDR und im Hinblick auf eine spätere Neugliederung des Bundesgebietes für eine Variante mit den drei „neuen Ländern“ Mecklenburg, Brandenburg und Sachsen-Thüringen. Sachsen-Anhalt sollte bereits in einer Zwischenvariante unter Brandenburg und Sachsen aufgeteilt werden. Im Jahr 1991 wurde Blaschke, der ab 1990 wieder der CDU angehörte, zum ersten Leiter des neugebildeten Referats für Archivwesen beim Sächsischen Innenministerium berufen. Nach Beendigung der Aufbauarbeit und der Schaffung neuer Strukturen im sächsischen Archivwesen widmete sich Blaschke wieder der wissenschaftlichen Arbeit. Er folgte zum 1. November 1992 mit fast 65 Jahren einem Ruf auf den Lehrstuhl für sächsische Landesgeschichte an der Technischen Universität Dresden, den er aufgrund einer Sonderregelung über die gesetzliche Altersgrenze hinaus bis zu seiner Emeritierung 1998 innehatte. In den elf Semestern betreute er ca. 10 Dissertationen. Seine Nachfolge auf den landesgeschichtlichen Lehrstuhl trat 1999 Winfried Müller an.
Er lebte über 60 Jahre im Moritzburger Gemeindeteil Friedewald und starb dort zu Weihnachten 2020 im Alter von 93 Jahren. Seine letzte Ruhestätte fand er auf dem Friedhof zu Reichenberg.

## Ehrungen und Mitgliedschaften
Ihm wurden zahlreiche wissenschaftliche Ehrungen und Mitgliedschaften zugesprochen. Für sein Werk wurde Blaschke 1999 das Bundesverdienstkreuz 1. Klasse verliehen. Davor wurde er bereits 1997 mit der Sächsischen Verfassungsmedaille ausgezeichnet. Er wurde 1990 in die Historischen Kommission der Bayerischen Akademie der Wissenschaften berufen und schied am 31. Dezember 2019 aus der Historischen Kommission aus. Er war Mitglied der Vereinigung für Verfassungsgeschichte. Er gehörte ab 1991 der Philologisch-historischen Klasse der Sächsischen Akademie der Wissenschaften als ordentliches Mitglied an. Die Sudetendeutsche Akademie der Wissenschaften und Künste berief ihn 1995 zum ordentlichen Mitglied der Geisteswissenschaftlichen Klasse. Wesentlich durch Blaschkes Initiative wurde die Oberlausitzische Gesellschaft der Wissenschaften 1990 wiederbegründet. Von 2000 bis 2004 war er ihr Präsident. Im Jahr 2005 wurde er für seine Verdienste zum Ehrenmitglied und 2008 zum Ehrenpräsidenten ernannt. Am 4. Oktober 2007 wurde ein Ehrenkolloquium zu Blaschkes 80. Geburtstag veranstaltet.

## Wissenschaftliche Bedeutung

### Forschungsschwerpunkte
Blaschke legte über 27 Monographien, 350 Aufsätze und zahlreiche kleinere Veröffentlichungen vor. Den Schwerpunkt seiner Arbeiten bildete die Verfassungs-, Verwaltungs- und Territorialgeschichte. Wenig bis gar nicht befasste er sich mit Fragen der Wirtschafts- und Sozialgeschichte, aber auch der Frömmigkeits- und Bildungsgeschichte. Er fühlte sich in seiner wissenschaftlichen Arbeit seinem Lehrer Rudolf Kötzschke verpflichtet. Seine Fragestellungen und Methoden prägten Blaschkes wissenschaftliches Selbstverständnis. Nach eigener Aussage sei er „in die Tradition der sächsischen Landesgeschichte und geschichtlichen Landeskunde hineingewachsen und habe die Weiterarbeit im Sinne der alten Vorbilder als verpflichtende Aufgabe empfunden“. Blaschke setzte die Langzeitvorhaben fort, die auf Kötzschkes Anregungen Anfang des 20. Jahrhunderts zurückgehen, darunter die Neubearbeitung des Historischen Ortsverzeichnisses von Sachsen, die systematische Erschließung der kursächsischen Amtserbbücher aus der Mitte des 16. Jahrhunderts und die Bearbeitung eines Atlas zur Geschichte und Landeskunde von Sachsen. Das Historische Ortsverzeichnis von Sachsen wurde 2006 von Blaschke und Susanne Baudisch zunächst in Buchform herausgegeben und erschien später auch als Online-Version. Das Grundlagenwerk bietet Zugriff auf historisch-topografische Sachinformationen zu fast 6.000 Orten, die seit dem Mittelalter für das Gebiet des heutigen Freistaates Sachsen nachweisbar sind. Gegenüber dem 1957 zum ersten Mal erschienenen Verzeichnis wurde die Neuausgabe um 1000 Orte erweitert. Neben Kötzschke beeinflussten Blaschke der Dresdner Staatsarchivdirektor Hellmut Kretzschmar und Hans Beschorner.
In seiner Habilitationsschrift untersuchte er die Bevölkerungsgeschichte von Sachsen vom Hochmittelalter bis zum Einsetzen der amtlichen Bevölkerungsstatistik im Jahre 1831. Mit dieser Arbeit machte Blaschke die seriellen Daten der sächsischen Quellen für die moderne Sozialgeschichte fruchtbar. Ihm ging es vor allem darum „Raum, Bevölkerung und Wirtschaft in ihren historischen Wechselwirkungen zu erforschen, wobei sich ein engerer Zusammenhang zwischen der Bevölkerungsentwicklung und der Entfaltung ökonomischer Kräfte ergibt“. Seine Arbeit beschränkte sich nicht auf der Feststellung von Bevölkerungszahlen und einer Bevölkerungsverteilung, sondern er versuchte, „der historischen Entwicklung nachzugehen und in dieser Entwicklung die Wurzeln der jeweiligen bevölkerungsgeschichtlichen Gegenwart zu erforschen“. Im Ergebnis war das Spätmittelalter die „wichtigste“ Periode in der sächsischen Bevölkerungsgeschichte und zwar deshalb, da „sich in ihr entscheidende und tiefgreifende, für die Zukunft richtungweisende Veränderungen vollzogen haben“ und dass „das, was in dieser Zeit begonnen wurde, zumindest bis zu den Reformen des bürgerlichen Verfassungsstaates im 19. Jh. Bestand gehabt habe“. Grundlegend wurden seine Arbeiten zur sächsischen Verwaltungsgeschichte. Anlässlich der urkundlichen Ersterwähnung der Stadt Dresden am 31. März 1206 wurde 2006 das Jubiläum 800 Jahre Dresden gefeiert. Zu diesem Anlass war Blaschke Herausgeber des ersten Bandes zur Geschichte Dresdens von den Anfängen bis zum Ende des Dreißigjährigen Krieges. Blaschke hatte 1990 bereits eine Geschichte Sachsens im Mittelalter veröffentlicht.
Zum Stadtjubiläum 1965 Colditz vertrat er die These, dass die verschwundene Nikolaikirche als die ursprüngliche Pfarrkirche einer genossenschaftlichen Kaufmannssiedlung anzusehen ist. Ausgehend von einem programmatischen Beitrag 1967 in der Zeitschrift der Savigny-Stiftung für Rechtsgeschichte. befasste sich Blaschke jahrzehntelang mit den mittelalterlichen Nikolaikirchen. Darin hatte er erstmals Kirchen, die das Patrozinium des heiligen Nikolaus von Myra trugen, mit Kaufmannssiedlungen in Zusammenhang gebracht. Ihm kommt das Verdienst zu, die Stadtgeschichtsforschung auf die Patrozinien der städtischen Kirchen gelenkt zu haben. Im Jahr legte er 2013 dazu eine Synthese seiner jahrzehntelangen Forschungen vor. Nach seiner Sichtweise hatten die Kirchen, die das Patrozinium des heiligen Nikolaus von Myra trugen, wesentlichen Anteil an der Entstehung von Städten im 11. und 12. Jahrhundert. „Da bei jeder Nikolaikirche in der Regel eine neue Stadt entstand, liegen hier auch die Anfänge des europäischen Städtewesens“. Bereits 1979 hat Jürgen Petersohn in seiner Habilitationsschrift Einwände gegen Überlegungen Blaschkes zur Bedeutung von Nikolaipatrozinien im pommerschen Raum im 12. Jahrhundert erhoben. Nach Petersohn mangele es an schriftlichen Quellen, um die Ausführungen von Blaschke zu untermauern. Ebenfalls hat sich 1995 Franz-Heinz Hye zu Blaschkes Thesen kritisch geäußert. Hans-Jürgen Nitz hat sich 1998 mit Blaschkes Nikolaikirchen-Thesen befasst. Er fragte, ob der Gründungsstadt Göttingen eine genossenschaftliche Nikolai-Kaufmannssiedlung vorausging. Seine positive Beantwortung der Fragestellung nannte er eine „indiziengestützte Hypothese“. Gegenüber seinen Kritikern hat Blaschke seinen verfassungstopographischen Ansatz in seinem letzten großen Werk verteidigt. Er forderte, „sich von den reinen Aussagen der Urkunden zu lösen und sich auf die topographischen Zeugnisse einzulassen.“ Blaschkes Nikolaikirchen-Theorie wurde 2017 von Fred Sobik angezweifelt.
Seine Studien über Moritz von Sachsen führten zu einer grundlegenden Neubewertung des zuvor als „Judas von Meißen“ verschmähten sächsischen Kurfürsten; Blaschke bezeichnet ihn sogar als „bedeutendsten Wettiner“ überhaupt.

### Wissenschaftsorganisation
In den 1990er Jahren engagierte er sich für die Gründung eines außeruniversitären landesgeschichtlichen Forschungsinstituts. Im September 1991 hatte Blaschke in einer dem Staatsministerium für Wissenschaft und Kunst vorgelegten Denkschrift für die Einrichtung eines Forschungsinstituts für sächsische Geschichte plädiert. Im Jahr 1997 konnte dieses Vorhaben in Dresden verwirklicht werden. Von 1997 bis 2006 gehörte er dem wissenschaftlichen Beirat des Instituts an. Blaschke begründete 1993 mit Band 64 wieder die renommierte Fachzeitschrift Neues Archiv für sächsische Geschichte, die 1942 mit Band 63 ihr Erscheinen aus kriegsbedingten Gründen hatte einstellen müssen. Unter seiner Herausgeberschaft konnte die Zeitschrift schnell Anerkennung in der Fachwelt finden. Für die Bände 64 (1993) bis 69 (1998) war er alleiniger Herausgeber. Die Bände 70 (1999) bis 72 (2001) gab er gemeinsam mit dem Institut für sächsische Geschichte und Volkskunde heraus. Ab 2002 gehörte er formal bis zu seinem Tod einem vergrößerten Herausgebergremium an.

## Schriften (Auswahl)
Aufsatzsammlungen
- Stadtgrundriß und Stadtentwicklung. Forschungen zur Entstehung mitteleuropäischer Städte. Ausgewählte Aufsätze (= Städteforschung. Reihe A. Band 44). Böhlau, Köln u. a. 1997, ISBN 3-412-06897-7.
- Beiträge zur Verfassungs- und Verwaltungsgeschichte Sachsens. Ausgewählte Aufsätze von Karlheinz Blaschke aus Anlaß seines 75. Geburtstages (= Schriften zur sächsischen Geschichte und Volkskunde. Band 5). Leipziger Universitäts-Verlag, Leipzig 2002, ISBN 3-935693-82-6.
- Beiträge zur Geschichte der Oberlausitz. Gesammelte Aufsätze (= Mitteilungen des Zittauer Geschichts- und Museumsvereins. Beiheft 1 = Neues Lausitzisches Magazin. Beiheft 1). 2., durchgesehene Auflage. Oettel, Zittau u. a. 2003, ISBN 3-932693-59-0.

Schriftenverzeichnisse
- bis 1997: Uwe John, Josef Matzerath (Hrsg.): Landesgeschichte als Herausforderung und Programm. Karlheinz Blaschke zum 70. Geburtstag (= Quellen und Forschungen zur sächsischen Geschichte. Band 15). Steiner Verlag, Stuttgart 1997, ISBN 3-515-07212-8, S. 799–831.
- von 1997 bis 2002: Beiträge zur Verfassungs- und Verwaltungsgeschichte Sachsens. Ausgewählte Aufsätze von Karlheinz Blaschke aus Anlaß seines 75. Geburtstages (= Schriften zur sächsischen Geschichte und Volkskunde. Band 5). Leipziger Universitäts-Verlag, Leipzig 2002, ISBN 3-935693-82-6. S. 601–612.
- von 2002 bis 2007: Winfried Müller (Hrsg.): Perspektiven der Reformationsforschung in Sachsen. Beiträge des Ehrenkolloquiums zum 80. Geburtstag von Karlheinz Blaschke (= Bausteine aus dem Institut für Sächsische Geschichte und Volkskunde. Band 12). Thelem, Dresden 2008, ISBN 978-3-939888-62-8, S. 153–166.

Monographien
- Lauter alte Akten. Den von Formularen geplagten Zeitgenossen zum Trost, zur Belehrung und Erheiterung! Urania-Verlag, Leipzig/Jena 1956, DNB 572421869 (Nachdruck der Originalausgabe: BibSpider, Berlin 2008, ISBN 978-3-936960-31-0).
- Historisches Ortsverzeichnis von Sachsen. VEB Bibliographisches Institut, Leipzig 1957, DNB 453661025.
  - Historisches Ortsverzeichnis von Sachsen. Neuausgabe. 2 Halbbände. Leipziger Universitätsverlag GmbH, Leipzig 2006, ISBN 3-937209-15-8 (Link zur Internetseite hov.isgv.de mit Ortssuchfunktion).
- Bevölkerungsgeschichte von Sachsen bis zur Industriellen Revolution. Böhlau Verlag, Weimar 1967, DNB 456132708 (Habilitationsschrift, Leipzig 1962, DNB 481166130).
- mit Uwe U. Jäschke: Nikolaikirchen und Stadtentstehung in Europa. Von der Kaufmannssiedlung zur Stadt. Akademie Verlag, Berlin 2013, ISBN 978-3-05-005951-8.
- Sachsen im Zeitalter der Reformation (= Schriften des Vereins für Reformationsgeschichte. Band 185). Gütersloher Verlagshaus, Gütersloh 1970.
- Moritz von Sachsen. Ein Reformationsfürst der zweiten Generation (= Persönlichkeit und Geschichte. Band 113). Muster-Schmidt Verlag, Zürich/Göttingen 1984, ISBN 3-7881-0113-X.
- Geschichte Sachsens im Mittelalter. Beck, München 1990, ISBN 3-406-31722-7; Union Verlag, Berlin 1990, ISBN 3-372-00076-5.
- Der Fürstenzug zu Dresden. Denkmal und Geschichte des Hauses Wettin. Urania Verlag, Leipzig u. a. 1991, ISBN 3-332-00377-1.
- Wittenberg, die Lutherstadt. 1. Auflage. Fotos von Volkmar Herre. Evangelische Verlags-Anstalt, Berlin 1977; zuletzt: [5. Auflage.] Verlag für Kunstreproduktionen, Neustadt an der Aisch 1996, DNB 949495468.
- Stadtplanforschung. Neue Methoden und Erkenntnisse zur Entstehung des hochmittelalterlichen Städtewesens in Mittel-, Ost- und Nordeuropa (= Sitzungsberichte der Sächsischen Akademie der Wissenschaften zu Leipzig, Philologisch-Historische Klasse. Band 38,4). Verlag der Sächsischen Akademie der Wissenschaften, Stuttgart 2003, ISBN 3-7776-1268-5 (online).

Herausgeberschaften
- Moritz von Sachsen – Ein Fürst der Reformationszeit zwischen Territorium und Reich. Internationales wissenschaftliches Kolloquium vom 26. bis 28. Juni in Freiberg (Sachsen) (= Quellen und Forschungen zur sächsischen Geschichte. Band 29). Sächsische Akademie der Wissenschaften, Leipzig 2007, ISBN 978-3-515-08982-1.
- Geschichte der Stadt Dresden. Band 1: Von den Anfängen bis zum Ende des Dreißigjährigen Krieges. Theiss, Stuttgart 2005, ISBN 978-3-8062-1906-7.